# Raiju Ōbuchi
Raiju Ōbuchi (japanisch 大渕 来珠 Ōbuchi Raiju; * 21. Juli 2003 in der Präfektur Fukuoka) ist ein japanischer Fußballspieler.

## Karriere

### Verein
Ōbuchi erlernte das Fußballspielen in den Jugendmannschaften von Sagan Tosu, dem Pleasure SC und Cerezo Osaka. Die erste Mannschaft von Cerezo spielt in der ersten japanischen Liga, die U23-Mannschaft in der dritten Liga. Als Jugendspieler von Cerezo absolvierte er 2020 ein Drittligaspiel. Nach der Jugend wechselte er in die Mannschaft der Higashi Fukuoka High School. Seinen ersten Vertrag unterschrieb er im Februar 2023 Ōbuchi bei V-Varen Nagasaki. Der Verein aus Nagasaki spielte in der zweiten japanischen Liga. In seiner ersten Saison bestritt er im Kaiserpokal ein Spiel. In der Liga kam er nicht zum Einsatz. Die Saison 2024 wurde er an den Drittligisten Tegevajaro Miyazaki verliehen. Für den Verein aus Miyazaki bestritt er acht Drittligaspiele. Nach seiner Rückkehr nach Nagasaki wurde sein Vertrag im Januar 2025 nicht verlängert.